# 王皓吉
王皓吉（1989年9月22日—）是臺灣男子籃球運動員，場上主打大前鋒位置，現效力於台灣職業籃球大聯盟桃園台啤永豐雲豹。

## 生平
王皓吉是阿美族人，國小是少棒隊成員，進入華盛頓高中才開始接受正規籃球訓練，高中畢業後升學至醒吾技術學院，在大一就收下大專籃球聯賽（UBA）新人王，2009年原有投入超級籃球聯賽新人選秀會但最後退出，2013年8月在超級籃球聯賽新人選秀會第二輪獲得台灣啤酒青睞，2021年9月從超級籃球聯賽（SBL）台灣啤酒轉移至T1聯盟台灣啤酒英熊，在超級籃球聯賽八個球季總計出賽193場，留下場均3.7分、2.7籃板、0.7助攻的表現，2022年10月重返超級籃球聯賽台灣啤酒。2024年7月31日，王皓吉加盟台灣職業籃球大聯盟桃園台啤永豐雲豹。

## 外部連結
- 王皓吉在fiba.basketball（英语）
- 王皓吉在台灣職業籃球大聯盟
- 王皓吉在Eurobasket.com（球員）（英语）
- 王皓吉在Proballers（英语）
- 王皓吉在RealGM（英语）
- 王皓吉在Flashscore（英语）